# Werner Loftus
Pas d'image ? Cliquez ici

a Compétitions nationales et continentales officielles uniquement.

Dernière mise à jour le 12 septembre 2018.
 Werner Loftus, né le 28 février 1982 à Bloemfontein en Afrique du Sud, est un joueur sud-africain de rugby à XV évoluant au poste de troisième ligne aile (1,96 m pour 110 kg), qui joue au Tarbes Pyrénées lors de la saison 2008-2009. Il est le frère de Thomas Pieter Loftus, qui joue également à Tarbes.

## Carrière
- 2002-2004 : Golden Lions (–21 ans, Vodacom Cup)
- 2005 : Griffons (Currie Cup)
- 2005-2006 : CS Bourgoin-Jallieu (Top 14)
- 2006-2007 : UA Gaillac (Pro D2) 24 matches
- 2007-2013 : Tarbes Pyrénées rugby (Pro D2) 89 matches